# Ахматов, Алексей Петрович
Алексе́й Петро́вич Ахма́тов (22 ноября 1817, деревня Белый Ключ, Симбирская губерния — 25 ноября 1870, Флоренция) — русский военный и государственный деятель, генерал-лейтенант (30.08.1863), генерал-адъютант (19.04.1864), обер-прокурор Святейшего Синода (1862-1865).

## Биография
Происходил из дворян Симбирской губернии, сын подпоручика. Окончив, со степенью кандидата, курс в Казанском университете, на службу вступил в 1836 году в лейб-гвардии Кавалергардский полк, унтер-офицером; два года спустя произведён в корнеты и, оставаясь в полку, 3 апреля 1849 года, в чине штабс-ротмистра, пожалован званием флигель-адъютанта, а 7 августа того же года произведён в полковники.
Во время Венгерской кампании, в 1849 году, участвовал с отличием во многих делах против неприятеля и, в том числе, в сражениях: при селении Ач (20 июня), при крепости Коморн (29 июня), при Темесваре (28 июля) и при сдаче 5 августа русским войскам крепости Арада.
С началом Крымской войны, Ахматов в 1853 году был назначен исправляющим должность начальника штаба 1-го резервного кавалерийского корпуса, в 1854 году переведён на ту же должность в 3-й пехотный корпус, в 1855 году — во 2-й резервный кавалерийский корпус и 6 апреля 1856 года, приказом главнокомандующего крымскою и южною армиями, определён начальником штаба всех военных сил в Крыму.
За время кампании в 1855 году ему пришлось принять непосредственное участие в военных действиях: у сёл Чеботари, Саки, Курулу-Кипчак и др.
По очищении неприятельскими войсками Крымского полуострова, Ахматов 5 июля был отчислен от последней должности, с определением в свиту Государя; 26 августа произведён в генерал-майоры и 26 октября назначен членом особой комиссии, учреждённой для исследования злоупотреблений по снабжению крымской и южной армии продовольствием.
20 ноября 1860 года состоялось назначение Ахматова харьковским военным губернатором и через два года 28 февраля на пост обер-прокурора Святейшего Синода. При Ахматове была прекращена практика составления ежегодных отчётов по Духовному ведомству. В последней должности Алексей Петрович оставался недолго.
19 апреля 1864 года пожалован званием генерал-адъютанта с оставлением в занимаемых должностях.
Чувствуя себя на вторых ролях при разработке церковных реформ, Ахматов 3 июня 1865 года подал в отставку «по причине крайне расстроенного здоровья». Выехал для лечения за границу, где и скончался во Флоренции. Похоронен в Троице-Сергиевой лавре.
Приходится четвероюродным дедушкой Анне Андреевне Ахматовой.

## Награды
- Золотой палаш с надписью «За храбрость» (15.07.1849)
- Орден Святого Владимира 4-й степени с бантом (20.08.1849)
- Орден Святой Анны 2-й степени (03.11.1849)
- Императорская корона к ордену Святой Анны 2-й степени (06.12.1852)
- Орден Святого Владимира 3-й степени с мечами (30.08.1858)
- Орден Святого Станислава 1-й степени (17.04.1860)
- Орден Святой Анны 1-й степени (27.08.1861)
- Орден Святого Владимира 2-й степени с мечами (31.03.1863)

Иностранные:
- Австрийский орден Леопольда 3-й степени (1849)
- Прусский орден Красного орла 3-й степени (1851)